# Mothra
Mothra je fiktivní obří radioaktivní monstrum podobající se můře. Poprvé se objevilo ve filmu Mothra z roku 1961 a později v řadě dalších filmů, například Mothra vs. Godzilla (1964) Rebirth of Mothra (1996), Rebirth of Mothra II (1997) nebo Rebirth of Mothra III (1998).
Velšský hudebník John Cale napsal píseň „Mothra“ inspirovanou tímto monstrem; píseň vyšla na jeho albu Shifty Adventures in Nookie Wood z roku 2012.